# Кабан-секач
«Кабан-секач» (англ. Razorback) — австралийский фильм ужасов 1984 года. Экранизация произведения Питера Бреннэна. Один из первых полнометражных фильмов, снятых режиссёром Расселом Малкэхи («Горец», «Настоящая Маккой», «Обитель зла 3»).
В 2005 году был выпущен на DVD в Австралии, а в 2009 году — в США.

## Сюжет
Фильм рассказывает о гигантском диком кабане, терроризирующем австралийскую глубинку.
В то время как местный житель Джейк Каллен ухаживает за своим внуком, огромный кабан-секач нападает на них, разрушает дом и убивает внука. Джека обвиняют в убийстве, его достоинство унижено. Двумя годами позже пишущая о дикой природе журналистка Бет Уинтерс приезжает в глубинку за материалами об охоте в дикой Австралии. На Бет нападают двое местных жителей, Бенни и Дико, которые оставляют её на растерзание кабану. Муж Бет, Карл Уиндерс, разыскивает её тело и помогает Джейку Каллену и его молодой сотруднице Саре Кэмерон в охоте на секача, ответственного за эту смерть. Пока они ищут зверя, Бени и Дик беспокоятся, что их могут связать с убийством Бет Уинтерс, потому они нападают на Каллена и оставляют его, убитого кабаном. Поклявшись отомстить за свою жену и друга, Карл находит Бенни и сбрасывает его в шахту. Позже, он ловит Дико на консервной фабрике, но Бэйкера убивает кабан. Завязывается погоня, в ходе которой кабан чуть не убивает Сару, но скоро гибнет сам, будучи разрубленным на куски. Отключив оборудование, Карл спасает выжившую Сару и они обнимаются.

## Актёрский состав
| Актёр            | Роль         |
| ---------------- | ------------ |
| Грегори Харрисон | Карл Уинтерс |
| Арки Уайтли      | Сара Кэмерон |
| Билл Керр        | Джейк Каллен |
| Крис Хэйвуд      | Бенни Бэйкер |
| Дэвид Эргу       | Дико Бэйкер  |
| Джуди Моррис     | Бет Уинтерс  |

В советском видеопрокате фильм шёл под названием «Вепрь с хребтом, острым как бритва».